# Skalice u České Lípy (přírodní památka)
Skalice z České Lípy je přírodní památka na okraji Skalice u České Lípy v Libereckém kraji. Předmětem ochrany je zimoviště netopýrů v opuštěném lomu, kde těžbou pískovce na úpatí Skalického vrchu vznikly podzemní prostory. Pro veřejnost jsou částečně zřícené jeskyně nepřístupné.

## Historie
V letech 1800–1880 zde byl na severním úpatí Skalického vrchu těžen pískovec pro sklářské potřeby (tvrdý kvalitní křemenec). Díky tomu zde vzniklo patnáct podzemních prostor propojených chodbami. Šířka podzemních prostor dosahuje 110 metrů, hloubka 40 metrů, výška až 8 metrů. Časem došlo k závalům a jeskyně byly z bezpečnostních důvodů uzavřeny mřížemi.
Přírodní památku s rozlohou 0,0021 hektaru vyhlásil Krajský úřad Libereckého kraje s účinností od 3. listopadu 2012.
Jeskyně byla atraktivní i pro filmaře, byly zde například natočeny pohádky Peklo s princeznou a Tajemství staré bambitky.

## Fauna
V jeskyních byla zjištěna přítomnost a existence zimoviště jedenácti druhů netopýrů včetně chráněného netopýra velkého (Myotis myotis). Dalšími jsou vrápenec malý (Rhinolophus hipposideros), netopýr hvízdavý (Pipistrellus pipistrellus), netopýr večerní (Eptesicus serotinus), netopýr řasnatý (Myotis nattereri), netopýr vodní (Myotis daubentonii), netopýr vousatý (Myotis mystacinus), netopýr velkouchý (Myotis bechsteinii), netopýr severní (Eptesicus nilssonii), netopýr černý (Barbastella barbastellus) a netopýr ušatý (Plecotus auritus).

## Přístup
Kolem jeskyně vede Naučná stezka po památkách obce Skalice u České Lípy.